# Окнино (Черкасская область)
О́книно (укр. Вікнине) — село в Звенигородском районе Черкасской области Украины.
Население по переписи 2001 года составляло 756 человек. Почтовый индекс — 20510. Телефонный код — 4742.

## Местный совет
20510, Черкасская обл., Звенигородский р-н, c. Окнино